# پرورش چوب آتش
کشاورزی با چوب آتش‌زا که با نام‌های سوزاندن فرهنگی و سوزاندن خنک نیز شناخته می‌شود، عملی است که بومیان جزیره استرالیا مرتباً از آتش برای سوزاندن پوشش گیاهی استفاده می‌کنند و هزاران سال است که انجام می‌شود. اهداف مختلفی برای انجام این نوع خاص از آتش‌سوزی کنترل‌شده وجود دارد، از جمله تسهیل شکار، تغییر ترکیب گونه‌های گیاهی و جانوری در یک منطقه، کنترل علف‌های هرز، کاهش خطر و افزایش تنوع زیستی.
در حالی که این رسم در بسیاری از مناطق استرالیا متوقف شده بود، در قرن بیست و یکم توسط آموزه‌های متولیان مناطقی که این رسم در سنت‌های پیوسته و ناگسستنی مانند آتش سرد مردم نونگار وجود دارد، دوباره رواج یافته است.

## اصطلاحات
اصطلاح «کشاورزی با چوب آتش» توسط باستان‌شناس استرالیایی، ریس جونز، در سال ۱۹۶۹ ابداع شد. اخیراً به آن سوزاندن فرهنگی و سوزاندن با آب خنک نیز گفته می‌شود.

## تاریخچه
سوزاندن بومیان به عنوان علت انواع تغییرات زیست‌محیطی، از جمله انقراض جانوران بزرگ استرالیایی، طیف متنوعی از حیوانات بزرگ که در دوره پلیستوسن در استرالیا زندگی می‌کردند، مطرح شده است. ای.پی. کرشاو، پالینولوژیست، استدلال کرده است که آتش‌سوزی‌های بومیان استرالیا ممکن است پوشش گیاهی را تا حدی تغییر داده باشد که منابع غذایی جانوران بزرگ کاهش یافته و در نتیجه، این جانوران بزرگ که عمدتاً گیاهخوار بودند، منقرض شده‌اند. کرشاو همچنین اظهار داشت که ورود بومیان ممکن است بیش از ۱۰۰۰۰۰ سال پیش رخ داده باشد و سوزاندن آنها باعث توالی تغییرات پوشش گیاهی شده است که او در اواخر پلیستوسن تشخیص می‌دهد. اولین کسی که چنین ورود زودهنگامی را برای بومیان پیشنهاد داد، گوردیپ سینگ از دانشگاه ملی استرالیا بود که در هسته‌های گرده خود از دریاچه جورج شواهدی یافت که نشان می‌دهد بومیان حدود ۱۲۰۰۰۰ سال پیش شروع به سوزاندن در حوضه آبریز دریاچه کرده‌اند.
تیم فلانری معتقد است که این جانوران عظیم‌الجثه اندکی پس از ورودشان توسط بومیان تا سرحد انقراض شکار شدند. او استدلال می‌کند که با انقراض سریع جانوران بزرگ، که تقریباً همه آنها گیاهخوار بودند، بخش زیادی از پوشش گیاهی خورده نشده باقی ماند و این امر باعث افزایش محصول سوخت شد. در نتیجه، آتش‌سوزی‌ها بزرگ‌تر و داغ‌تر از قبل شدند و باعث کاهش گیاهان حساس به آتش به نفع گیاهانی شدند که در برابر آتش مقاوم یا وابسته به آتش بودند. فلانری معتقد است که بومیان استرالیا پس از آن شروع به سوزاندن مکرر آتش کردند تا تنوع گونه‌ای بالایی را حفظ کنند و تأثیر آتش‌سوزی‌های شدید را بر حیوانات متوسط و شاید برخی گیاهان کاهش دهند. او استدلال می‌کند که انقراض پستانداران استرالیایی در قرن بیستم عمدتاً نتیجهٔ توقف «کشاورزی با چوب آتش‌زا» توسط بومیان است.
دیوید هورتون، محققی از مؤسسه استرالیایی مطالعات بومیان و جزیره‌نشینان تنگه تورس، در سال ۱۹۸۲ اظهار داشت: «استفاده بومیان از آتش تأثیر کمی بر محیط زیست داشته و… الگوهای توزیع گیاهان و حیوانات که ۲۰۰ سال پیش به دست آمده است، اساساً یکسان بوده است، چه بومیان قبلاً در اینجا زندگی می‌کردند و چه نمی‌کردند.»
یک مطالعه در سال ۲۰۱۰ روی سوابق زغال چوب از بیش از ۲۲۰ مکان در استرالیا که قدمت آنها به ۷۰۰۰۰ سال پیش برمی‌گردد، نشان داد که ورود اولین ساکنان حدود ۵۰۰۰۰ سال پیش منجر به فعالیت آتش‌سوزی قابل توجهی در سراسر قاره نشده است(اگرچه این تاریخ مورد سؤال است، زیرا منابع به مهاجرت‌های بسیار زودتر اشاره می‌کنند). این مطالعه، فعالیت آتش‌سوزی‌های جنگلی شدیدتر را از حدود ۷۰٬۰۰۰ تا ۲۸٬۰۰۰ سال پیش گزارش کرده است. این میزان تا حدود ۱۸۰۰۰ سال پیش، تقریباً همزمان با آخرین حداکثر یخبندان، کاهش یافت و سپس دوباره افزایش یافت، الگویی که با تغییر بین شرایط آب و هوایی گرم و سرد سازگار است. این نشان می‌دهد که آتش‌سوزی در استرالیا عمدتاً منعکس‌کننده آب و هوا است، به طوری که دوره‌های سردتر با سوزاندن کمتر و دوره‌های گرم‌تر با سوزاندن بیشتر زیست‌توده مشخص می‌شوند.
آتش‌سوزی منظم نه تنها به نفع گیاهان مقاوم در برابر آتش یا مقاوم در برابر آتش بود، بلکه باعث تشویق آن دسته از حیواناتی شد که در مناطق بازتر مورد توجه بودند. بر این اساس، واضح است که آتش‌سوزی‌های بومیان، حداقل در بسیاری از مناطق، بر اکوسیستم «طبیعی» تأثیر گذاشته و طیف وسیعی از گونه‌های گیاهی را ایجاد کرده است که بهره‌وری را از نظر نیازهای غذایی مردم بومی به حداکثر می‌رساند. جونز تا آنجا پیش می‌رود که می‌گوید «از طریق شلیک در طول هزاران سال، انسان بومی موفق شده است منطقه زیستگاه طبیعی خود را گسترش دهد».
بیشتر این نظریه‌ها، استفاده بومیان از آتش را به عنوان جزئی از تغییرات در جوامع گیاهی و جانوری استرالیا در طول ۵۰٬۰۰۰ سال گذشته مطرح می‌کنند، اگرچه اهمیت تأثیر سوزاندن آنها به هیچ وجه مشخص نیست. برخی اظهار داشته‌اند که استفادهٔ گسترده از آتش به عنوان ابزار، پس از انقراض جانوران بزرگ (مگافونا) رخ داده است، اما مستقیماً نتیجهٔ آن نبوده است. اگر جانوران عظیم‌الجثه تا دوره هولوسن در برخی مناطق باقی مانده باشند، برای تغییرات ناشی از الگوهای جدید آتش‌سوزی بومیان، به شواهدی از ۱۰۰۰۰ سال گذشته نیاز است.
عامل دیگری که باید در نظر گرفته شود، احتمال افزایش سریع و چشمگیر تراکم جمعیت بومیان در طول ۵۰۰۰ تا ۱۰۰۰۰ سال گذشته است.
فناوری سنگ‌تراشی که بومیان استرالیا با اندکی تغییر بیش از ۴۰ هزار سال از آن استفاده می‌کردند، در ۵۰۰۰ سال گذشته متنوع و تخصصی شده است. نوک و تیغه نیزه حدود ۲۰۰۰ سال پیش به اوج خود رسید و سپس به‌طور کامل از شواهد باستان‌شناسی در جنوب شرقی استرالیا ناپدید شد. آنها با فناوری‌های مرتبط با بهره‌برداری از حیوانات کوچک‌تر جایگزین شدند - قلاب‌های مخصوص صدف و نوک‌های استخوانی در امتداد ساحل برای ماهیگیری، تبرها برای شکار صاریغ‌ها در سراسر جنگل‌ها، و تیشه‌ها برای تیز کردن چوب‌های حفاری در امتداد سواحل رودخانه‌های بزرگ‌تر که سیب‌زمینی هندی فراوان بود. استفاده فشرده و منظم از آتش، جزء اساسی این تغییر در منابع اواخر هولوسن بود.
سوزاندن آثار فرهنگی پس از آنکه مهاجران اروپایی از سال ۱۷۸۸ به بعد شروع به استعمار استرالیا کردند، به آرامی ریشه کن شد. مطالعه لایه‌های گرده و سایر مواد آلی از نمونه‌های لایه‌های رسوبی زمین از اطراف بولین بولین بیلابونگ در ویکتوریا در سال ۲۰۲۱ نشان داد که استعمار بزرگ‌ترین تغییرات را در حدود ۱۰٬۰۰۰ سال گذشته ایجاد کرده است. نمونه‌ها نشان می‌دهند که از آن زمان تاکنون تنوع زیستی گیاهی کاهش یافته است، به طوری که جنگل‌های عظیمی از گونه‌های بسیار قابل اشتعال اکالیپتوس جایگزین گیاهانی شده‌اند که کمتر قابل اشتعال بودند و در دماهای پایین‌تری می‌سوختند. یکی از نتایج اولیه اختلال در سیستم سوزاندن چوب با آب خنک، آتش‌سوزی‌های ویرانگر بوته‌زارهای پنجشنبه سیاه در فوریه ۱۸۵۱ بود که ۵٬۰۰۰٬۰۰۰ هکتار (۱۲٬۰۰۰٬۰۰۰ جریب فرنگی) از مستعمره ویکتوریا را سوزاند.

## اهداف
اهداف متعددی از جمله تسهیل شکار، تغییر ترکیب گونه‌های گیاهی و جانوری در یک منطقه، کنترل علف‌های هرز، کاهش خطر، و افزایش تنوع زیستی وجود دارد. کشاورزی با چوب آتش‌زا در درازمدت باعث تبدیل جنگل‌های خشک به دشت‌های بی‌درخت شد و جمعیت حیوانات علف‌خوار مانند کانگوروها را افزایش داد.

## کاربرد فعلی
اگرچه این رسم در بسیاری از مناطق استرالیا متوقف شده است، اما توسط آموزه‌های متولیان مناطقی که این رسم در آنها به صورت سنتی پیوسته و ناگسستنی وجود دارد، آتش سرد مردم نونگار، دوباره به برخی از گروه‌های بومی معرفی شده است.
سوزاندن آثار باستانی در اوایل قرن بیست و یکم در بخش‌هایی از استرالیا دوباره رواج یافت و اکنون برخی از ایالت‌های استرالیا آن را با سایر استراتژی‌های پیشگیری از آتش‌سوزی ادغام می‌کنند. سرمایه‌گذاری دولتی در استراتژی‌های برنامه‌ریزی آتش‌سوزی بومیان، در شمال استرالیا بیشترین گسترش را داشته است. در سال ۲۰۱۹، مرکز تحقیقات آتش‌سوزی‌های جنگلی داروین در دانشگاه چارلز داروین داده‌هایی را منتشر کرد که نشان می‌دهد احیای روش سنتی سوزاندن جنگل‌ها در مقیاس وسیع، مساحت زمین‌های تخریب‌شده توسط آتش‌سوزی‌های جنگلی را به میزان قابل توجهی کاهش داده است.

## برای مطالعهٔ بیشتر
- Broyles, Robyn (Mar 2017). "Seminole Tribe of Florida Using Water and Fire to Restore Landscapes While Training Wildland Firefighters". U.S. Department of the Interior. Indian Affairs.
- Burrows, Neil; Fisher, Rohan (6 December 2021). "We are professional fire watchers, and we're astounded by the scale of fires in remote Australia right now". The Conversation. The role of Indigenous rangers in fire management in Australia's deserts.
- Chenery, Susan; Cheshire, Ben (14 April 2020). "Fighting fire with fire". ABC News: Australian Story. Australian Broadcasting Corporation.
- Heaney, Chelsea (7 May 2020). "NT Indigenous rangers take to skies to care for country during coronavirus". ABC News. Australian Broadcasting Corporation.
- Kim, Sharnie (24 January 2020). "Indigenous groups earn millions in carbon credits to burn country to cut emissions". ABC News. Australian Broadcasting Corporation.
- Rubbo, Luisa (19 October 2020). "NSW bushfire survivor tries cultural burn as Willawarrin community prepares for summer". ABC News. Australian Broadcasting Corporation.
- Russell, Lynette (8 January 2020). "Fighting fire with ancient knowledge". Lens. Monash University.